# Sashimono

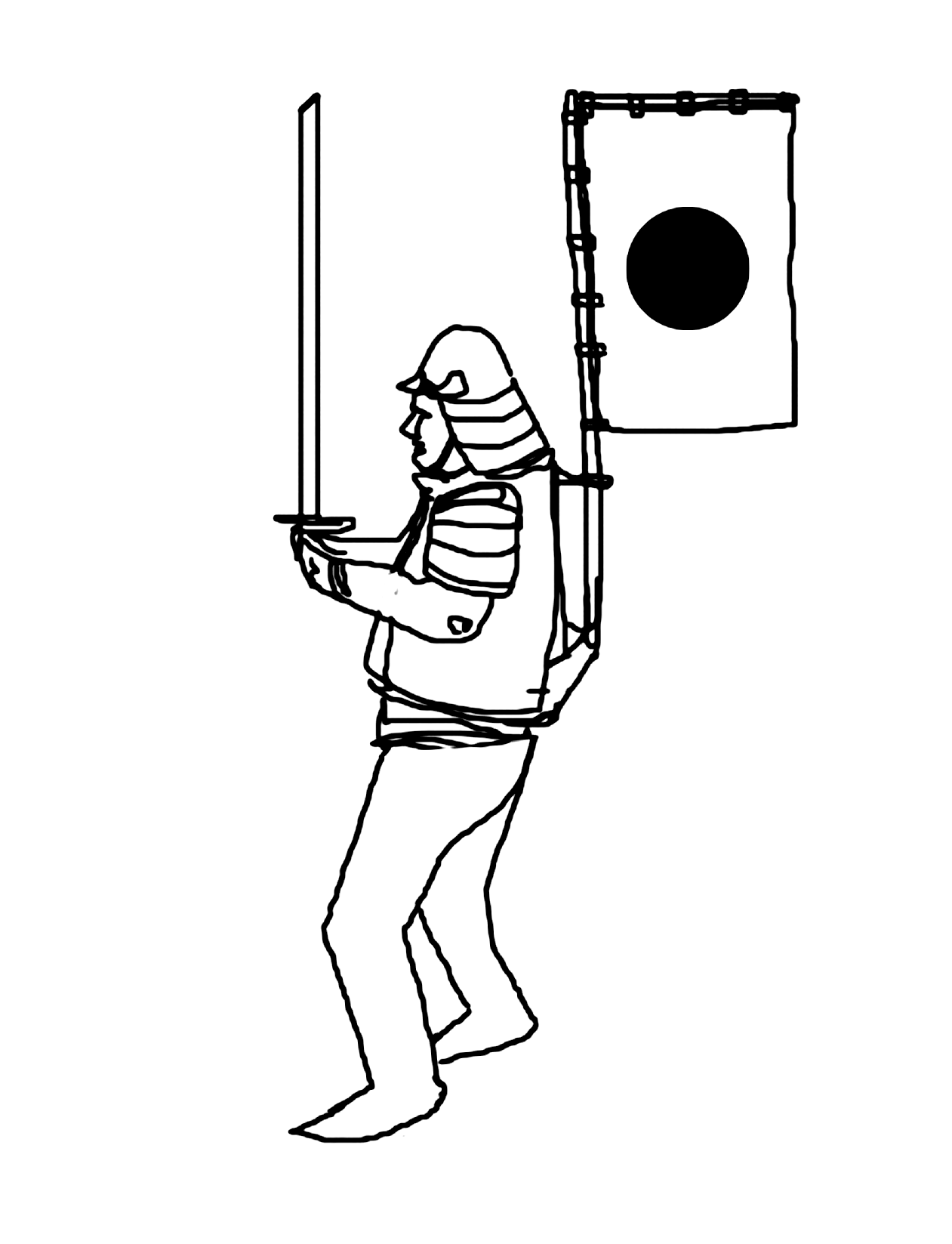
Representació d'un sashimono corrent travat a una armadura.

Els sashimono (指物, 差物, 挿物) eren penons que els guerrers medievals japonesos duien a l'esquena per a llur identificació durant les batalles. Els sashimono anaven subjectats a l'esquena dels soldats, anomenats ashigaru i dels samurais, i en uns suports posats en els cavalls d'alguns soldats de cavalleria. Eren semblants a banderes petites i portaven mon o símbols dels clans. Foren molt abundants durant el període Sengoku –caracteritzat per una llarga guerra civil al Japó que durà des de mitjan segle xv fins al primers anys del segle xvii.

## Tipus
Atesa la gran varietat d'armadures japoneses, els sashimono s'empraven per aconseguir una certa uniformitat als exèrcits. Els sashimoro solien ser negres i blancs i de forma rodona, quadrada o rectangular curta, encara que n'hi havia moltes variants. Una variant que sovint era més grossa i acolorida eren els uma-jirushi, banderes semblants als sashimono, grosses i personalitzades que duien els comandants. S'hi assemblava un penó molt llarg i estret anomenat nobori, que aguantaven dret dos o tres homes i que s'emprava per a assenyalar la direcció que havia de seguir l'exèrcit propi durant la batalla.
El sashimono es penjava a una asta en forma de gamma (" Γ "») o " L " girada, travada a la cuirassa prop de la cintura i a l'alçada de l'espatlla, mitjançant una anella. Aquest sistema era un dels més corrents, però n'hi havia d'altres. Els sashimono es feien de seda i de pell.

## Símbol

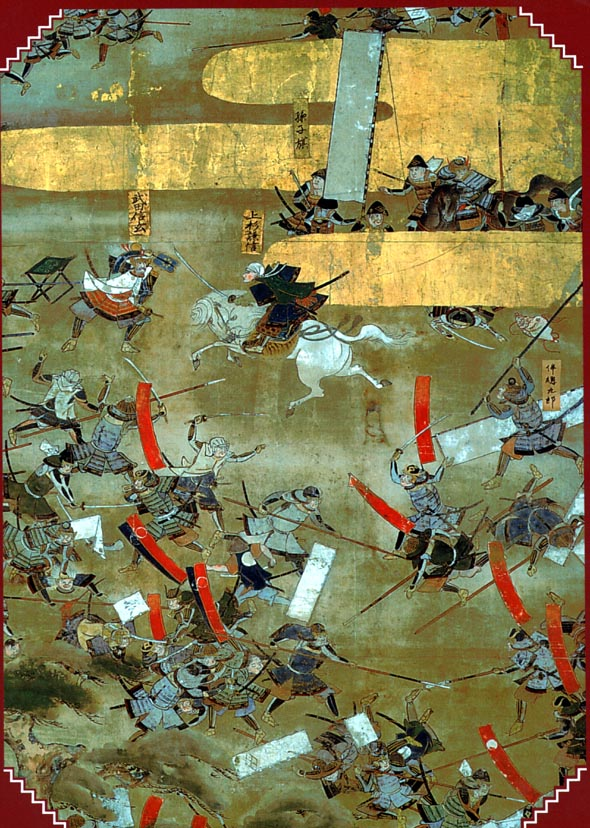
Pintura que representa una batalla amb sashimono

Els símbols estampats en el sashimono solien representar formes geomètriques senzilles, de vegades combinades amb ideogrames del nom del cap o del clan (Daimyo), el seu mon, o el seu lema o mot. Sovint, el color del fons de la bandera indicava a quin cos de l'exèrcit pertanyia el soldat que el portava, mentre que cada divisió de l'exèrcit hi representava el seu propi símbol. Malgrat això, era més corrent dibuixar-hi el mon del Daimoy en comptes del símbol de la unitat, perquè les batalles podien arribar a ser molt confuses i multitudinàries; i distingir-hi el company de l'enemic amb un cop d'ull és el més important. De vegades, els membres de l'elit dels samurais que eren molt respectats i famosos, tenien cadascun el seu propi símbol o nom personal representats en el seu sashimono, diferent del de la seva divisió. Aquests mon estilitzats contrasten amb els escuts d'armes més complicats que portaven els exèrcits europeus contemporanis.